# Carsluith Castle
Carsluith Castle est une maison-tour située près de la ville écossaise de Carsluith , dans le council area de Dumfries and Galloway, dans l'ancien comté de Kirkcudbrightshire.

## Historique
Pour J. S. Fleming comme pour MacGibbon et Ross, le château a été construit en deux phases. La partie rectangulaire a été construite par la famille Cairns, issue de la petite noblesse foncière, dans la seconde moitié du XVe siècle avec un escalier dans l'épaisseur du coin nord-ouest. Une aile perpendiculaire donnant un plan en L au château et contenant l'escalier a été ajoutée par les nouveaux propriétaires, les Broun ou Brown, au moment de leur arrivée dans le château. On peut voir leurs armoiries sculptées dans le panneau situé au-dessus de l'entrée du château avec une date 15-6. MacGibbon et Ross donne comme date 1568, Fleming 1546 correspondant à l'acquisition du château par John Brown.
Les terres de Carsluith faisaient initialement partie de la seigneurie de Galloway et avaient été acquises du comte de Douglas par Maître Alexander de Cairns, prepositus (préfet ou gouverneur) of eccles, college lincloudane. En 1416, Alexander de Cairns a rédigé une charte léguant son domaine à son neveu John de Cairns et sa femme Elisabeth leur vie durant et à leurs héritiers. L'acte de donation décrit l'ancien château et les terres environnantes terras de Carsluith super ripariam de Cree in parocha de Kirkdale Constab : Kyrcoubriche et inclus les terres de Strothanis attenantes. Alexander de Cairns se réserve une rente viagère d'un reddendo, un penny d'argent. Archibald 4e comte de Douglas, marié à Margaret Stuart, seconde fille du roi Robert III d'Écosse, duc de Touraine, valide l'acte à Wigtown, le 20 novembre 1422. L'acte de validation ayant été perdu ou détruit, c'est Margaret Stuart, veuve d'Archibald Douglas qui a été tué à la bataille de Verneuil, le 17 août 1424, duchesse de Touraine, et qui possède la seigneurie de Galloway, qui donne son accord à l'acte de donation rédigé au château de Threave, confirmé par le roi Jacques II d'Écosse. Après la révolte du 8e comte de Douglas, tué par le roi, James Douglas (9e comte de Douglas) est déchu de tous ses biens pour trahison par un acte du parlement écossais en juin 1455 et ses terres deviennent la propriété de la Couronne.
John Cairns a eu une seule fille de son mariage, Margaret qui a épousé un Lindsay. De ce mariage est né Michael, filio et heredi de Margaret Cairns de Firgarth (une partie du domaine) de la maison dont elle a fait sa principale résidence, Domus Manerialis. Le 18 août 1506, le roi Jacques IV d'Écosse concède une charte par laquelle il abandonne les droits dus à la Couronne pour ses terres après la mort de sa mère. Michael Lindsay meurt sans descendance. Le château est transmis à son neveu, fils de son frère James Lindsay, avec un acte précisant la transmission de la propriété. Le roi Jacques V accorde une charte de confirmation le 29 novembre 1527 pour le domaine de Carsluith comprenant le moulin de Carsluith précisant que le domaine reviendra à ses héritiers, puis aux héritiers de son père James Lindsay, et sinon à ses plus proches parents portant le nom de Lindsay. D'autres propriétés sont désignées dans cet acte. John Lindsay n'a qu'une seule fille Elisabeth Lindsay qui s'est mariée à Richard Brown.
En 1546, John Brown a acquis la propriété et le château de sa mère, Elisabeth Lindsay, qui est désignée sous le nom de Lady of Carsluith.  
Après l'acquisition de la propriété par le clan Broun dont on voit le blason au-dessus de l'entrée, également connu sous le nom de Brown, le château est agrandi en ajoutant une aile contenant l'escalier lui donnant un plan en forme de L. Les propriétaires comprenaient Gilbert Brown, le dernier abbé catholique de l'abbaye de Sweetheart. 
Le château est vendu en 1748 à Alistair Johnston lorsque le dernier membre de la famille Broun (Brown) émigre en Inde, en 1748.
La château passe ensuite en plusieurs mains. En 1850, le Livre des noms de l’Ordnance Survey indique que la propriété appartient à Miss Hannay of Kirkdale. Deux pavillons de ferme de deux niveaux ont été ajoutés au XIXe siècle. 
Le château est acheté par l'État en 1913. Il n'est plus qu'une ruine aujourd'hui.

## Protection
Le château a été inscrit comme monument historique écossais comme un exemple préservé de maison de laird de la fin du Moyen Âge. Il a été classé A une première fois en 1921, puis de nouveau en 1979.
Des anciens pavillons de ferme datant du XIXe siècle ont été classés C.